# Vaxholmsleden
Vaxholmsleden är en allmän färjeled mellan Vaxholm och Rindö i Stockholms skärgård som trafikeras av Trafikverkets färjerederi.

## Verksamhet
Färjeledens längd är 970 meter och överfartstiden är sex minuter. Leden går från Rindö västra, sedan söder om Vaxholms kastell och en bit förbi Hamngatan och Söderhamnen till Västerhamnen i Vaxholm. Leden utgör tillsammans med Oxdjupsleden, som förbinder Rindö med Värmdö, en nord-sydlig vägförbindelse genom skärgården och utgör en del av Länsväg 274. Leden trafikeras med de två färjorna Castella och Nina.

## Bildgalleri

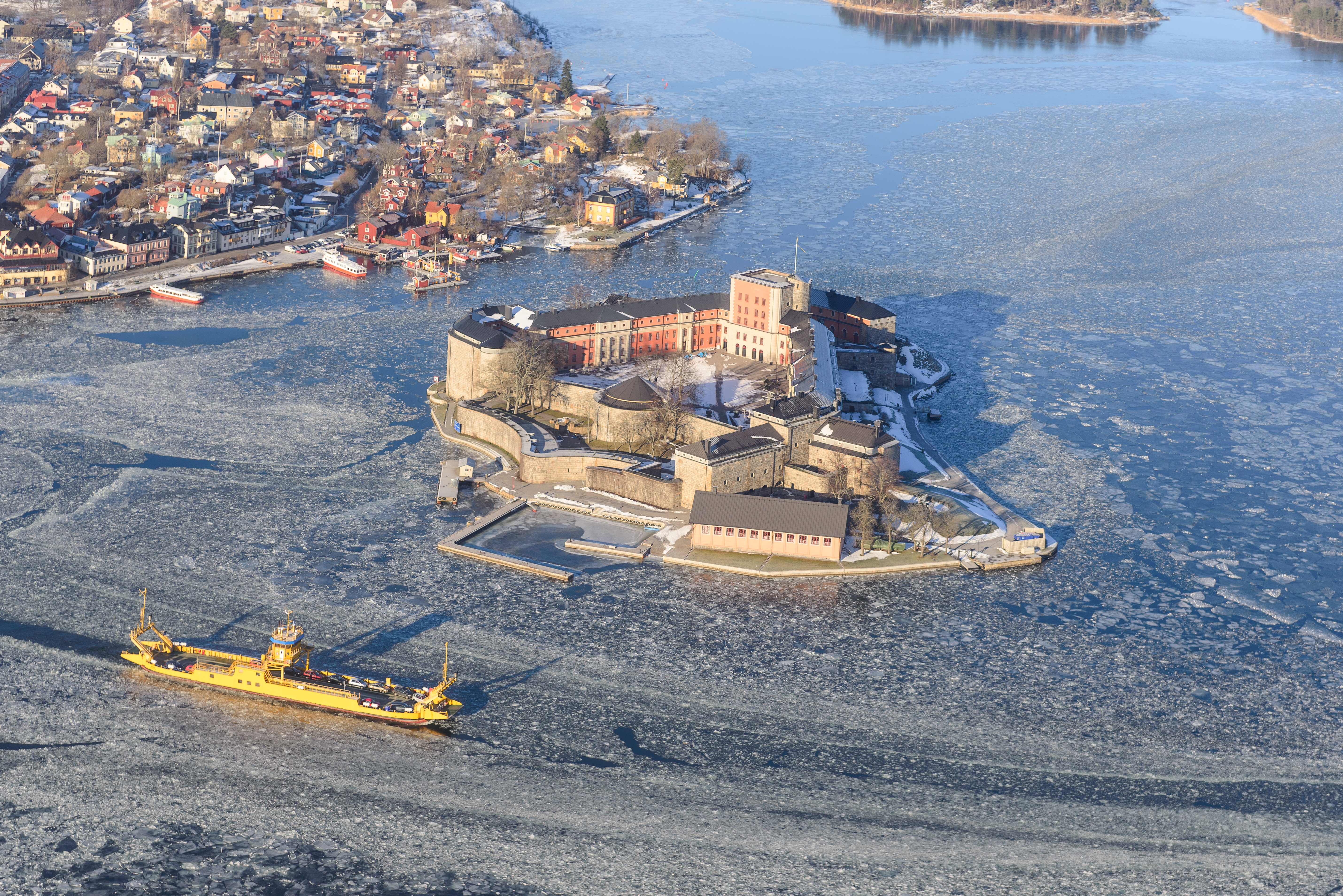
Färja på Vaxholmsleden vid Vaxholms fästning
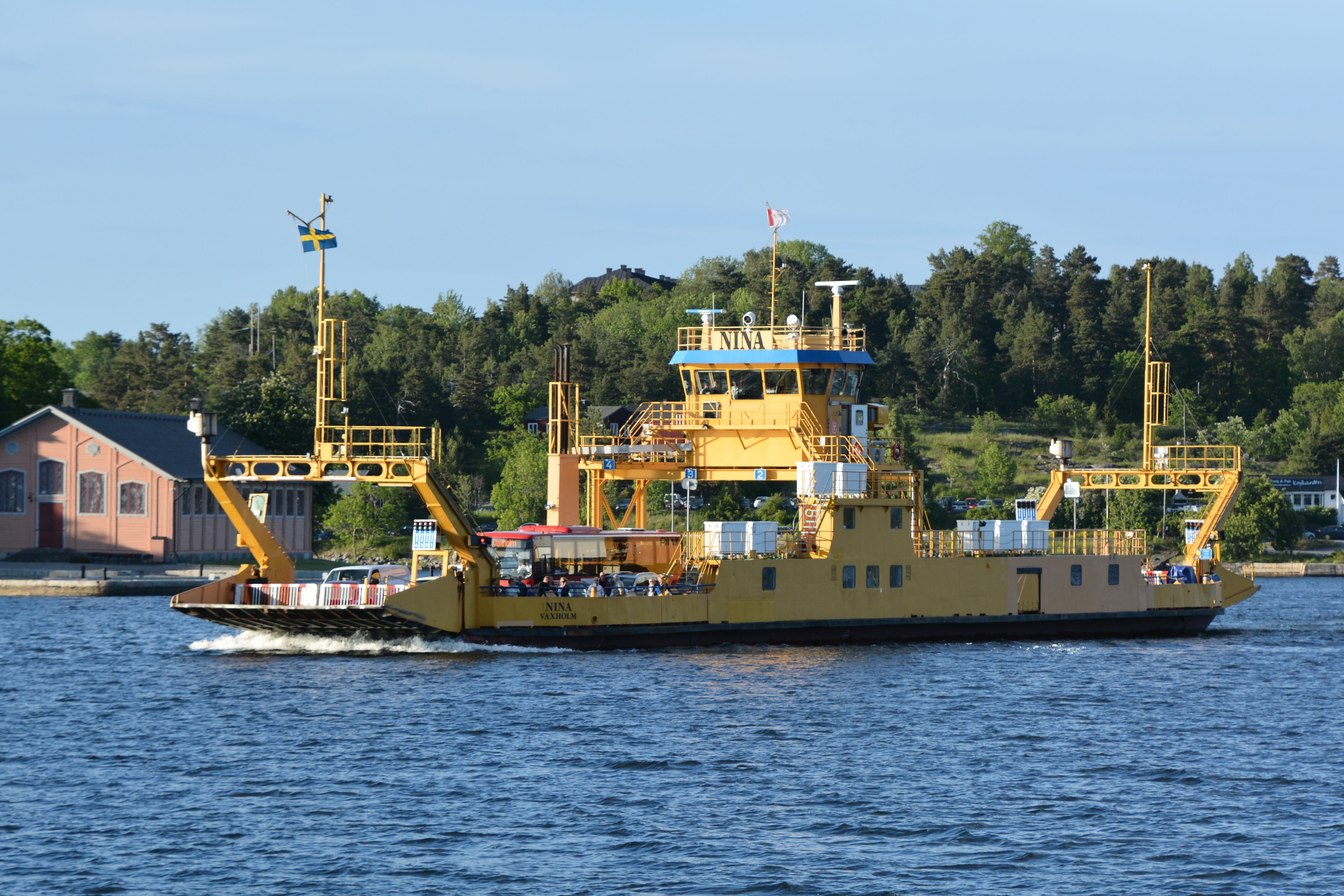
M/S Nina nära färjeläget i Vaxholm
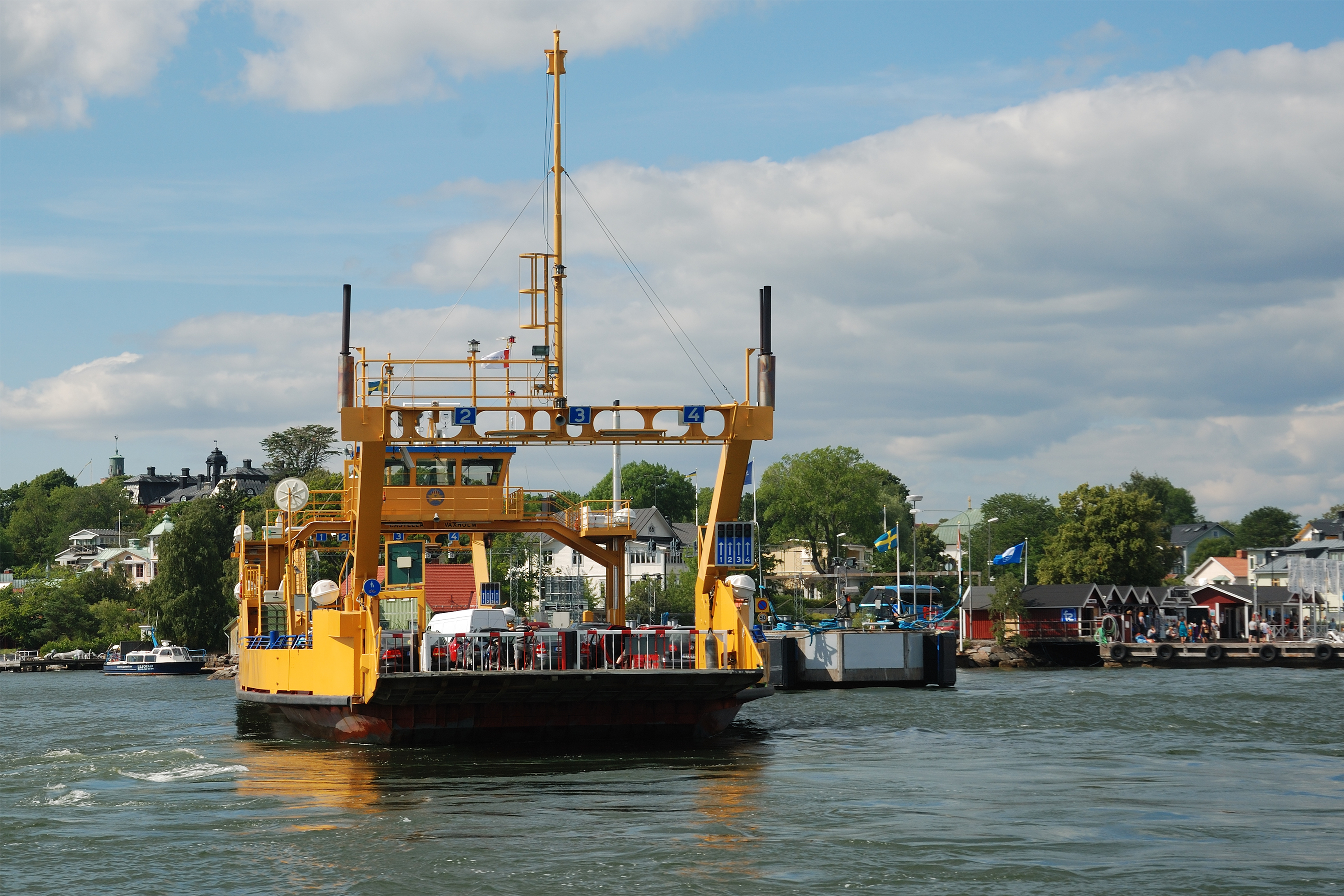
M/S Castella på väg in till Vaxholm
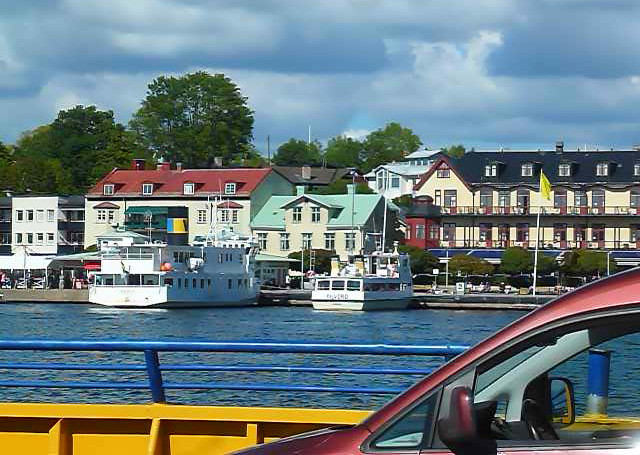
Vaxholm sedd från Vaxholmsleden
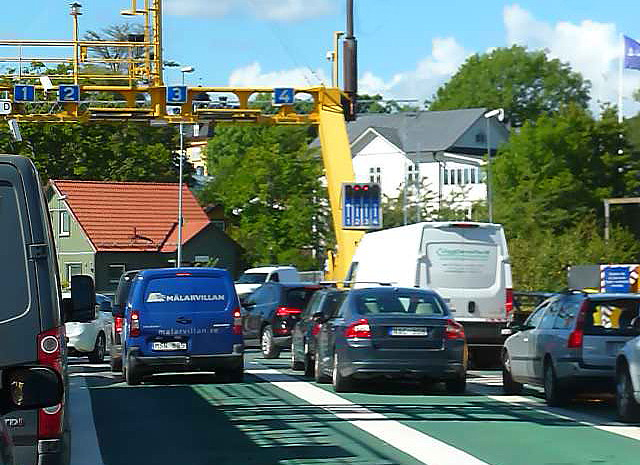
Färjeläge vid Västerhamnen i Vaxholm